# Nyoiseau
Nyoiseau és un municipi francès situat al departament de Maine i Loira i a la regió de País del Loira. L'any 2007 tenia 1.307 habitants.

## Demografia

### Població
El 2007 la població de fet de Nyoiseau era de 1.307 persones. Hi havia 508 famílies de les quals 132 eren unipersonals (92 homes vivint sols i 40 dones vivint soles), 184 parelles sense fills, 156 parelles amb fills i 36 famílies monoparentals amb fills.
La població ha evolucionat segons el següent gràfic:
Habitants censats

### Habitatges
El 2007 hi havia 575 habitatges, 514 eren l'habitatge principal de la família, 30 eren segones residències i 31 estaven desocupats. 555 eren cases i 14 eren apartaments. Dels 514 habitatges principals, 381 estaven ocupats pels seus propietaris, 125 estaven llogats i ocupats pels llogaters i 8 estaven cedits a títol gratuït; 3 tenien una cambra, 13 en tenien dues, 67 en tenien tres, 164 en tenien quatre i 267 en tenien cinc o més. 376 habitatges disposaven pel capbaix d'una plaça de pàrquing. A 220 habitatges hi havia un automòbil i a 253 n'hi havia dos o més.

### Piràmide de població
La piràmide de població per edats i sexe el 2009 era:
| Homes | Edats   | Dones |
| ----- | ------- | ----- |
| 0     | 95 o +  | 1     |
| 2     | 90 a 94 | 4     |
| 4     | 85 a 89 | 5     |
| 4     | 80 a 84 | 6     |
| 20    | 75 a 79 | 22    |
| 34    | 70 a 74 | 34    |
| 31    | 65 a 69 | 40    |
| 45    | 60 a 64 | 39    |
| 22    | 55 a 59 | 34    |
| 55    | 50 a 54 | 33    |
| 41    | 45 a 49 | 51    |
| 52    | 40 a 44 | 49    |
| 46    | 35 a 39 | 40    |
| 47    | 30 a 34 | 43    |
| 32    | 25 a 29 | 31    |
| 40    | 20 a 24 | 26    |
| 53    | 15 a 19 | 48    |
| 48    | 10 a 14 | 42    |
| 52    | 5 a 9   | 35    |
| 27    | 0 a 4   | 37    |

## Economia
El 2007 la població en edat de treballar era de 853 persones, 638 eren actives i 215 eren inactives. De les 638 persones actives 586 estaven ocupades (317 homes i 269 dones) i 52 estaven aturades (26 homes i 26 dones). De les 215 persones inactives 67 estaven jubilades, 97 estaven estudiant i 51 estaven classificades com a «altres inactius».

### Ingressos
El 2009 a Nyoiseau hi havia 508 unitats fiscals que integraven 1.288 persones, la mediana anual d'ingressos fiscals per persona era de 16.171 €.

### Activitats econòmiques
Dels 36  establiments que hi havia el 2007, 2 eren d'empreses extractives, 1 d'una empresa alimentària, 7 d'empreses de fabricació d'altres productes industrials, 9 d'empreses de construcció, 1 d'una empresa de comerç i reparació d'automòbils, 4 d'empreses d'hostatgeria i restauració, 1 d'una empresa d'informació i comunicació, 2 d'empreses financeres, 5 d'empreses de serveis i 4 d'empreses classificades com a «altres activitats de serveis».
Dels 11 establiments de servei als particulars que hi havia el 2009, 1 era un taller de reparació d'automòbils i de material agrícola, 1 paleta, 1 guixaire pintor, 2 fusteries, 1 lampisteria, 2 electricistes, 1 perruqueria, 1 restaurant i 1 saló de bellesa.
L'únic establiment comercial que hi havia el 2009 era una fleca.
L'any 2000 a Nyoiseau hi havia 39 explotacions agrícoles que ocupaven un total de 1.342 hectàrees.

## Equipaments sanitaris i escolars
El 2009 hi havia una escola elemental. A Nyoiseau  hi havia 1 col·legi d'educació secundària i 1 liceu d'ensenyament general. Als col·legis d'educació secundària hi havia 172 alumnes i als liceus d'ensenyament general 180.

## Poblacions més properes
El següent diagrama mostra les poblacions més properes.